# Philippe de la Trinité
Ne doit pas être confondu avec Philippe de la Très Sainte Trinité.
Jean Rambaud, en religion père Philippe de la Trinité o.c.d., est né le 22 janvier 1908 à Grenoble (Isère) et mort le 10 avril 1977 à Venasque (Vaucluse). Religieux carme, il devient provincial des carmes pendant la Seconde Guerre mondiale et participe à la Résistance. Ensuite nommé au Saint-Office, il y défend la foi catholique en s'opposant notamment aux idées de Pierre Teilhard de Chardin.

## Biographie
Troisième fils d'Emmanuel Rambaud et de son épouse, née Élisabeth Jullien de Pommerol, issu d'une famille nombreuse et catholique, il est le petit-fils du patron de presse lyonnais Joseph Rambaud, le neveu du cardinal Jullien et l'oncle de Claire de Castelbajac.
Formé chez les jésuites (il est élève d'Henri de Lubac à Mongré), il entre au séminaire français de Rome en 1925. Après un doctorat de philosophie (1928), un baccalauréat de théologie et un baccalauréat de droit canon (1929), il prend l'habit des Carmes déchaux en 1930, prononce ses vœux au noviciat des Carmes de Lille en 1931 puis est ordonné prêtre en 1934.
À partir de 1934, il est nommé sous-directeur du Petit collège d'Avon, fondé et dirigé par le père Jacques de Jésus à la demande de leur supérieur, le père Louis de la Trinité. Il y enseigne la philosophie et publie dans les Études carmélitaines, où il développe une pensée thomiste orthodoxe.

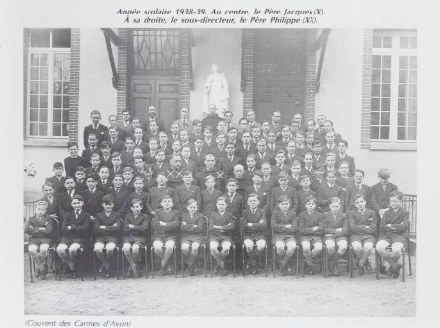
Année scolaire 1938-1939. Au centre, le père Jacques de Jésus (X). À sa droite, le sous-directeur, le père Philippe de la Trinité (XX).

### Provincial des carmes et résistant (1940-1945)
« Le milieu carme responsable de la revue et de la collection Études carmélitaines fut un foyer actif de résistance au Troisième Reich : carme d'Avon le père Jacques, mort en déportation pour avoir caché des enfants juifs ; mais aussi l'amiral Thierry d'Argenlieu qui a rejoint Londres dès 1940, ou le père Philippe de la Trinité, membre de l'Assemblée consultative provisoire...», résume l'historien Étienne Fouilloux. » Lorsque la Seconde Guerre mondiale éclate, le vicaire provincial Louis de la Trinité (futur amiral Thierry d'Argenlieu, surnommé le « carme naval ») est mobilisé dans la marine ; fait prisonnier à Cherbourg en juin 1940, il s'évade et rejoint le général de Gaulle à Londres le 30 juin. Après consultation de l'archevêque de Paris, un conseil provincial tenu en septembre 1940 le déchoit de sa charge, son attitude étant jugée incompatible avec ses devoirs religieux. À sa suite, Philippe de la Trinité devient vicaire provincial par suppléance en 1940, puis par élection de 1942 à 1945.
À partir de 1943, profitant de ses nombreux déplacements en France pour visiter les couvents des carmélites ou prêcher des retraites, il participe à la Résistance dans le réseau Vélite-Thermopyles : aide aux persécutés, hébergement de réfractaires et d'enfants juifs au Petit collège d'Avon, jusqu'à sa fermeture par la Gestapo le 15 janvier 1944 (épisode évoqué dans le film Au revoir les enfants). Il siège au comité directeur du Front national de la résistance dès sa fondation en 1943 et reçoit la médaille de la Résistance française en avril 1944.
Thierry d'Argenlieu le recommande au général de Gaulle qui souhaite qu'un religieux siège à l'Assemblée consultative : avec l'accord du cardinal Suhard, il est nommé membre de l'Assemblée consultative à Alger, représentant le Front national de la Résistance. Empêché de se rendre à Alger par le débarquement de Normandie qui suspend tous les voyages aériens, il siège à l'Assemblée consultative provisoire qui s'installe au Sénat en novembre 1944. Il intervient notamment pour défendre l'école libre. Il milite au sein du Front national où il incarne, aux côtés de François Mauriac, Henri Choisnel ou Jacques Debû-Bridel, une sensibilité « modérée » démocrate-chrétienne, prête à travailler avec les communistes au nom de l'union sacrée : « Au nom des morts qui ont mêlé leur sang pour la même cause, catholiques ou non, socialistes ou non, communistes ou non, nous n'avons pas le droit de nous désunir », déclare-t-il.
Lors de la campagne électorale pour l'assemblée constituante, et alors que le Front national est repris en main par le PCF, il démissionne du Comité directeur du Front national, le 24 septembre 1945, et renonce à toute action politique. Pendant la guerre, il « n’a jamais quitté l’habit religieux et n’a jamais accepté aucune responsabilité ni aucune action d’ordre militaire, ni pour lui-même, ni pour les religieux qui dépendaient de lui ».
Il retourne enseigner au collège d'Avon. En 1947, il rédige une biographie du père Jacques, résistant déporté en camp et décédé en juin 1945, qui reçoit le prix Montyon de l'Académie française.
En 1952, il reçoit la Légion d'honneur et la Croix de guerre.

### Consulteur au Saint-Office (1952-1973), opposé à Teilhard de Chardin
Repéré pour ses publications (les recensions évoquent ici un « remarquable article », là un « redoutable logicien »), il est appelé par le père Marie-Eugène de l'Enfant-Jésus à Rome pour prendre la direction du Teresianum, la faculté de théologie des Carmes, en 1952.
Il est nommé qualificateur, puis consulteur au Saint-Office, c'est-à-dire « un théologien hautement qualifié chargé par le pape d'étudier des questions particulières de foi ou de discipline ». Sous l'autorité du cardinal Ottaviani, secrétaire du Saint-Office puis préfet de la Congrégation pour la doctrine de la foi après 1965, il exerce cette fonction jusqu'en 1973.

C'est surtout contre la pensée du père Pierre Teilhard de Chardin, décédé en 1955, qu'il bataille. Les ouvrages de ce jésuite, interdits de publication de son vivant, sont édités à titre posthume par sa secrétaire et se diffusent largement, notamment dans les milieux progressistes. Philippe de la Trinité contribue au sévère Monitum du Saint-Office du 30 juin 1962 : 

« Certaines œuvres du P. Pierre Teilhard de Chardin, publiées également après sa mort, se répandent et connaissent un vif succès.
Sans porter de jugement sur ce qui a trait aux sciences positives, il est bien manifeste que, sur le plan philosophique et théologique, ces œuvres regorgent d’ambiguïtés telles, et même d’erreurs graves, qu’elles offensent la doctrine catholique.
C’est pourquoi les éminentissimes et révérendissimes Pères de la suprême sacrée congrégation du Saint-Office invitent tous les Ordinaires, ainsi que les supérieurs d’instituts religieux, les supérieurs de séminaires et les recteurs d’universités à mettre en garde les esprits, particulièrement ceux des jeunes, contre les dangers que présentent les œuvres du P. Teilhard de Chardin et celles de ses disciples. »

Il ne s'agit pas d'une mise à l'Index (pratique qui sera abandonnée en 1966), mais d'un « avertissement » du Saint-Office, approuvé par le Pape Jean XXIII. Un long commentaire de cette décision, non signé mais certainement écrit par Philippe de la Trinité, comme le suppose Henri de Lubac, est publié dans l'Osservatore Romano du 1er juillet 1962.

Philippe de la Trinité consacre plusieurs ouvrages à Teilhard de Chardin dans les années 1960 afin d'illustrer le bien-fondé du monitum du Saint-Office de 1962, dénonçant son « confusionnisme intégral » et qualifiant le teilhardisme de « pseudo-synthèse » panthéiste : 

« Agenouillé devant le Monde qu’il aime comme une Personne, Teilhard ne veut pourtant pas cesser d’aimer Dieu. C’est pourquoi, il le faut : par une métamorphose du mystère de l’Incarnation, le Monde est Dieu en Jésus-Christ... Avec un tel panchristisme cosmique on est aux antipodes de la Révélation évangélique. »

— Philippe de la Trinité, Teilhard de Chardin, étude critique, Desclée de Brouwer, 1968, p. 136.
Même si la pleine vigueur du monitum de 1962 est régulièrement confirmée, l'influence du teilhardisme reste importante : le cardinal Ottaviani reconnaît en 1965 que le pape Paul VI a les œuvres de Teilhard dans sa bibliothèque de travail, Joseph Ratzinger y fait référence dès 1968 de manière élogieuse pour avoir rénové la christologie, jusqu'à ce qu'en 2015 le pape François cite directement Teilhard dans son encyclique Laudato Si' (§ 83). En novembre 2017, une pétition du Conseil pontifical de la culture adressée au Pape François demande la levée du monitum,.

### Sur le dialogue entre catholicisme et marxisme
Teilhard de Chardin évoque dans une lettre de juin 1952[réf. nécessaire] « la synthèse du Dieu (chrétien) de l'En-Haut et du Dieu (marxiste) de l'En-Avant » en un seul Dieu, estimant que le marxiste et le chrétien, animés d'une foi égale en l'homme, se retrouveraient sur un même sommet. Son œuvre, fondée sur l'évolution, retient l'attention d'intellectuels communistes comme Roger Garaudy, alors philosophe officiel du PCF, et donne lieu à des rapprochements et des échanges entre catholiques et marxistes. Or un décret du Saint-Office de 1949 interdit toute collaboration avec les communistes sous peine d'excommunication.
Dans un contexte où Roger Garaudy appelle à passer De l'anathème au dialogue avec l'Église catholique (1965) et où le père Dubarle écrit Pour un dialogue avec les marxistes (1964), Philippe de la Trinité s'oppose fortement à cette ingénuité :

« Aussi longtemps que le P. Dubarle prêchera de la meilleure bonne foi du monde, pour le salut temporel de l’humanité, la possibilité d'un dénominateur moral commun aux marxistes-léninistes de stricte obédience et aux catholiques romains de non moins stricte obédience, il peut être certain de ne pas manquer d’être invité aux Semaines de la pensée marxiste, — certain encore d'y être toujours aimablement, sinon chaleureusement accueilli, — certain enfin, de travailler ainsi de manière très efficace au progrès réel du marxisme-léninisme »

— Philippe de la Trinité, « Progressisme doctrinal catholico-marxiste », Ephemerides Carmeliticae 15, 1964.
, Philippe de la Trinité, « Progressisme doctrinal catholico-marxiste », Ephemerides Carmeliticae 15, 1964.
Il publie lui-même, en réponse, un Dialogue avec le marxisme ? Ecclesiam suam et Vatican II en 1966.

### Autres engagements
Le père Philippe de la Trinité partage son temps à Rome entre le Saint-Office et la maison généralice de l'Ordre des carmes.
Par ailleurs professeur, recteur du collège international des Carmes déchaux, Philippe de la Trinité préside la faculté pontificale de théologie des Carmes déchaux de 1953 à 1964.
Il est également nommé, en 1961, consulteur de la Commission pontificale théologique pour la préparation du IIe concile du Vatican, aux côtés d'Henri de Lubac.
Il continue à publier sur la théologie dogmatique (sur l'union hypostatique, la maternité divine, la filiation adoptive et les vertus théologales), ou pour corriger certaines interprétations de Vatican II (Peut-on brader le dogme de l'Eucharistie ? en 1970).
Sa nièce Claire de Castelbajac le rencontre à Rome où elle fait ses études de restauration d'œuvres d'art de 1971 à 1974 (elle déclare : « Je veux être carmélite, mais il faut que je demande à oncle Jean comment c'est, une cellule, et si on a assez de couvertures ». Mais elle évoque aussi avec son oncle les sentiments qu'elle éprouve pour un garçon : son choix de vie n'est pas fait). Après la mort de Claire en janvier 1975, il encourage sa sœur Solange de Castelbajac, née Rambaud, à publier la correspondance de sa fille. Ce livre sera à l'origine de la procédure de canonisation de Claire.
Il est fait officier de la Légion d'honneur en 1975, au titre des Affaires étrangères, comme professeur de théologie au Teresianum.
Affaibli par sa santé, retiré à l'Institut Notre-Dame de Vie à Venasque (Vaucluse), il meurt le jour de Pâques, le 10 avril 1977, soit vingt-deux ans jour pour jour après Teilhard de Chardin.

## Distinctions
- Officier de la Légion d'honneur (1975) ; chevalier en 1952
- Croix de guerre 1939–1945
- Médaille de la Résistance française (décret du 6 avril 1944)
- Prix Montyon de l'Académie française (1948)

## Œuvres
- Le Père Jacques : martyr de la Charité, Desclée de Brouwer, 1947

- Prix Montyon 1948 de l’Académie française
- Un Martyr des camps : le Père Jacques, Tallandier, 1949
- La doctrine de sainte Thérèse de l'Enfant-Jésus sur le purgatoire, Librairie du Carmel, 1950
- Charles Journet, Jacques Maritain, Philippe de la Trinité, Le Péché de l'ange : peccabilité, nature et surnature, Beauchesne, 1961
- Rome et Teilhard de Chardin, Fayard, 1964
- Dialogue avec le marxisme ? "Ecclesiam Suam" et Vatican II, Editions du Cèdre, 1966.
- Teilhard de Chardin, étude critique (tome 1 : Foi au Christ universel, tome 2 : Vision cosmique et christique), Desclée de Brouwer, 1968
- Pour ou contre Teilhard de Chardin, penseur religieux, Saint-Céneré, 1970.
- Peut-on brader le dogme de l'Eucharistie ? : avec un dialogue de Fidès et de Contestataire, portant aussi sur d'autres problèmes d'actualité, Saint-Céneré, 1970